# Captain D's
A Captain Ds, LLC. é uma cadeia americana de restaurantes fast casual, especializada em frutos do mar e com sede em Nashville, Tennessee. A cadeia foi fundada como Mr. D's Seafood and Hamburgers por Raymond L. Danner Sr. em 15 de agosto de 1969, em Donelson, Tennessee. Atualmente, a cadeia é propriedade da empresa de capital privado Centre Partners. O Captain D's tem mais de 500 estabelecimentos nos Estados Unidos.

## Produtos
O Captain D's oferece pratos, travessas e sanduíches de peixe frito, camarão, lagosta, caranguejo e frango. As opções de peixe e camarão vêm grelhadas ou fritas. Os aperitivos incluem palitos de mussarela fritos, jalapeño poppers, tiras de moluscos e camarão borboleta. Os acompanhamentos incluem salada de repolho, batatas fritas, feijão verde, quiabo, brócolis, batata assada, milho, macarrão com queijo e hush puppies. O cardápio de sobremesas inclui cheesecake e stix de bolo de funil.
Em 2019, a PepsiCo anunciou que faria parceria com o Captain D's como seu único fornecedor de bebidas.
Em 2021, os restaurantes do Captain D's eram abastecidos por 60 fornecedores de alimentos.